# Parque nacional de Gunung Halimun
El parque nacional del monte Halimun es un parque nacional de Indonesia. Tiene una superficie de 400 km² y se encuentra en la provincia de Java Occidental. Establecida en el año 1992, el parque se extiende por dos montañas, el monte Salak y el monte Halimun con un corredor forestal de 11 kilómetros. Se encuentra de otra zona protegida mejor conocida, el parque nacional de Gunung Gede Pangrango, pero al parque nacional se llega desde Sukabumi, en dos horas de viaje en coche hasta el puesto de administración y luego 2 horas conduciendo (30 kilómetros) de nuevo hasta la entrada de Cikaniki.
El parque contiene zonas de captación de agua protegidas de poblaciones urbanas y zonas agrícolas al norte, así como varios animales en peligro y aves raras.